# 제주특별자치도의회의원 목록
다음은 제주특별자치도의회의원 45명 명단이다.

## 의원 목록
| 선거구                                      | 이름   | 소속정당     | 관할구역                                                                                | 비고        |
| ------------------------------------------- | ------ | ------------ | --------------------------------------------------------------------------------------- | ----------- |
| 제주시 일도1동·이도1동·건입동 선거구        | 한권   | 더불어민주당 | 일도1동, 이도1동, 건입동                                                                |             |
| 제주시 일도2동 선거구                       | 박호형 | 더불어민주당 | 일도2동                                                                                 |             |
| 제주시 이도2동 갑 선거구                    | 김기환 | 더불어민주당 | 이도2동 일부                                                                            |             |
| 제주시 이도2동 을 선거구                    | 한동수 | 더불어민주당 | 이도2동 일부                                                                            |             |
| 제주시 삼도1동·삼도2동 선거구               | 정민구 | 더불어민주당 | 삼도1동, 삼도2동                                                                        |             |
| 제주시 용담1동·용담2동 선거구               | 김황국 | 국민의힘     | 용담1동, 용담2동                                                                        |             |
| 제주시 화북동 선거구                        | 강성의 | 더불어민주당 | 화북동                                                                                  |             |
| 제주시 삼양동·봉개동 선거구                 | 김경미 | 더불어민주당 | 삼양동, 봉개동                                                                          |             |
| 제주시 아라동 갑 선거구                     | 홍인숙 | 더불어민주당 | 아라동 일부                                                                             |             |
| 제주시 아라동 을 선거구                     | 강경흠 | 더불어민주당 | 아라동 일부                                                                             |             |
| 제주시 오라동 선거구                        | 이승아 | 더불어민주당 | 오라동                                                                                  |             |
| 제주시 연동 갑 선거구                       | 양영식 | 더불어민주당 | 연동 일부                                                                               |             |
| 제주시 연동 을 선거구                       | 강철남 | 더불어민주당 | 연동 일부                                                                               |             |
| 제주시 노형동 갑 선거구                     | 양경호 | 더불어민주당 | 노형동 일부                                                                             |             |
| 제주시 노형동 을 선거구                     | 이상봉 | 더불어민주당 | 노형동 일부                                                                             |             |
| 제주시 외도동·이호동·도두동 선거구          | 송창권 | 더불어민주당 | 외도동, 이호동, 도두동                                                                  |             |
| 제주시 한림읍 선거구                        | 양용만 | 국민의힘     | 한림읍                                                                                  |             |
| 제주시 애월읍 갑 선거구                     | 고태민 | 국민의힘     | 애월읍 일부                                                                             |             |
| 제주시 애월읍 을 선거구                     | 강봉직 | 더불어민주당 | 애월읍 일부                                                                             |             |
| 제주시 구좌읍·우도면 선거구                 | 김경학 | 더불어민주당 | 구좌읍, 우도면                                                                          | 무투표 당선 |
| 제주시 조천읍 선거구                        | 현길호 | 더불어민주당 | 조천읍                                                                                  |             |
| 제주시 한경면·추자면 선거구                 | 김승준 | 더불어민주당 | 한경면, 추자면                                                                          |             |
| 서귀포시 송산동·효돈동·영천동 선거구        | 강충룡 | 국민의힘     | 송산동, 효돈동, 영천동                                                                  |             |
| 서귀포시 정방동·중앙동·천지동·서홍동 선거구 | 강상수 | 국민의힘     | 정방동, 중앙동, 천지동, 서홍동                                                          |             |
| 서귀포시 동홍동 선거구                      | 김대진 | 더불어민주당 | 동홍동                                                                                  |             |
| 서귀포시 대륜동 선거구                      | 이정엽 | 국민의힘     | 대륜동                                                                                  |             |
| 서귀포시 대천동·중문동·예래동 선거구        | 임정은 | 더불어민주당 | 대천동, 중문동, 예래동                                                                  |             |
| 서귀포시 대정읍 선거구                      | 양병우 | 무소속       | 대정읍                                                                                  |             |
| 서귀포시 남원읍 선거구                      | 송영훈 | 더불어민주당 | 남원읍                                                                                  | 무투표 당선 |
| 서귀포시 성산읍 선거구                      | 현기종 | 국민의힘     | 성산읍                                                                                  |             |
| 서귀포시 안덕면 선거구                      | 하성용 | 더불어민주당 | 안덕면                                                                                  |             |
| 서귀포시 표선면 선거구                      | 강연호 | 국민의힘     | 표선면                                                                                  |             |
| 비례대표                                    | 박두화 | 더불어민주당 | 제주특별자치도 일원                                                                     |             |
| 비례대표                                    | 현지홍 | 더불어민주당 | 제주특별자치도 일원                                                                     |             |
| 비례대표                                    | 이경심 | 더불어민주당 | 제주특별자치도 일원                                                                     |             |
| 비례대표                                    | 양홍식 | 더불어민주당 | 제주특별자치도 일원                                                                     |             |
| 비례대표                                    | 원화자 | 국민의힘     | 제주특별자치도 일원                                                                     |             |
| 비례대표                                    | 이남근 | 국민의힘     | 제주특별자치도 일원                                                                     |             |
| 비례대표                                    | 강하영 | 국민의힘     | 제주특별자치도 일원                                                                     |             |
| 비례대표                                    | 강경문 | 국민의힘     | 제주특별자치도 일원                                                                     |             |
| 교육의원 제주시 동부 선거구                 | 강동우 | 무소속       | 제주시 구좌읍, 조천읍, 우도면, 일도2동, 화북동, 삼양동, 봉개동, 아라동                  |             |
| 교육의원 제주시 중부 선거구                 | 고의숙 | 무소속       | 제주시 일도1동, 이도1동, 이도2동, 삼도1동, 삼도2동, 용담1동, 용담2동, 건입동, 오라동    |             |
| 교육의원 제주시 서부 선거구                 | 김창식 | 무소속       | 제주시 한림읍, 애월읍, 한경면, 추자면, 연동, 노형동, 외도동, 이호동, 도두동             | 무투표 당선 |
| 교육의원 서귀포시 동부 선거구               | 오승식 | 무소속       | 서귀포시 남원읍, 성산읍, 표선면, 송산동, 효돈동, 영천동, 동홍동                         |             |
| 교육의원 서귀포시 서부 선거구               | 정이운 | 무소속       | 서귀포시 대정읍, 안덕면, 정방동, 중앙동, 천지동, 서홍동, 대륜동, 대천동, 중문동, 예래동 |             |

## 같이 보기
- 제주특별자치도의회